# وزن الإقلاع الأقصى

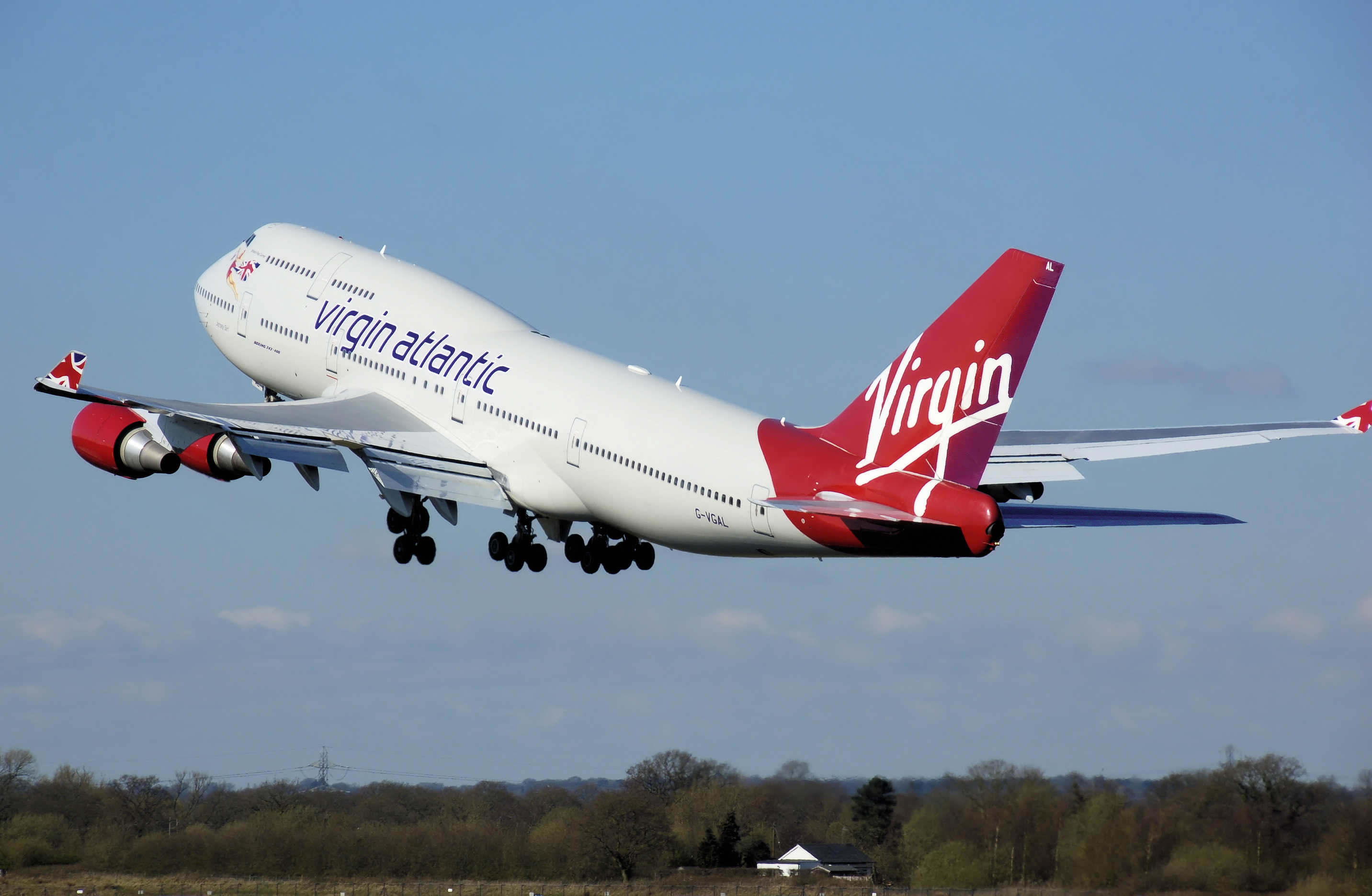

الوزن الأقصى عند الإقلاع (بالإنجليزية : Maximum Take-Off Weight أو MTOW) لطائرة أو مروحية هو وزنها عند الإقلاع عندما تحمل الطاقم وأكبر حمولة (أكبر عدد من الركاب وأثقل وزن للبضائع) الكمية الأكبر من الوقود مع الالتزام بكافة معايير سلامة الطيران.